# Tambre (Wenecja Euganejska)
Tambre – miejscowość i gmina we Włoszech, w regionie Wenecja Euganejska, w prowincji Belluno.
Według danych na styczeń 2009 gminę zamieszkiwało 1425 osób a gęstość zaludnienia wynosi 31,25 os./1 km².